# Globothalamea
A Globothalamea a többkamrás likacsosházúak kládja részben SSU rDNS alapján; a másik ilyen taxon a Tubothalamea.
6 rendet sorolnak ide, melyek összetétele, falszerkezete és kamrái helye jelentősen eltér. A Lituolida, a Loftusiida és a Textulariida különböző cementek révén összetapadt, eltérő kamraelrendezésű, falszerkezetű és -összetettségű házakkal rendelkezik, míg a Carterinida, a Robertinida és a Rotaliida – ahol a Buliminida a Rotaliida része – meszes házú. A Rotaliida nemzetségei perforált üveges kalcitból, a Carterinida kalcitspiculákból, a Robertinida aragonitból állítja elő házát.

## Történet
Csoportjait eredetileg a Polythalamea osztályba sorolták, de erről kiderült, hogy nem monofiletikus, így azt Globothalameára és Tubothalameára bontották 2013-ban Pawlowski, Holzmann és Tyszka.
2012-től a Nemzetközi Protisztológustársaság elfogadott taxonja.
Thomas Cavalier-Smith 2018-ban a Reticulomyxa testvércsoportjaként helyezte el.

## Morfológia
A szélességüknél általában hosszabb kamrájú Tubothalameával szemben kamrái globulárisak, szélességük általában hosszuknál nagyobb. Mivel kamrái nem tudnak nőni, példányai ritkán kétkamrásak, és kizárólag új kamra hozzáadásával tudnak nőni. Új nyílást általában az előzőhöz a lehető legközelebb hoznak létre, így az utolsó nyílás és a proloculus közt a lehető legkisebb a távolság, és a sejtbeli transzportban is előnyös lehet.
Általában trochospirálisan helyezkednek el háza kamrái, de lehet 3, 2 vagy 1 sorozatú. Kamrái közel gömb vagy korai állapotban félhold alakúak.
Egyes Rotaliida-fajok többmagvú agamontáiban heterokariózis található, az elsőként leírt heterokarióta likacsosházú, az 1 szomatikus és 3 csíravonalmaggal rendelkező agamontájú Rotaliella heterocaryotica erről kapta nevét. A szomatikus mag a legnagyobb, a csíravonalmagok meiózissal 12 leánymaggá osztódnak, és hasadással 12 fiatal gamontát hoznak létre. A kifejlett szomatikus mag nem alakulhat vissza csíravonalmaggá, de a csíravonalmagok szomatikussá alakulhatnak, elhagyva az eredeti kamrát, ha az eredeti szomatikus mag sérült. A szomatikus magok aránya változó, például a Metarotaliella simplex 1 szomatikus és 1 vagy 3 csíravonalmaggal rendelkezik, a Glabratella sulcata 2–24 maggal rendelkezhet, ebből 1–5 szomatikus.
A Rotaliida és a Globigerinida alacsony magnéziumtartalmú kalcitból építi bilamellás (az elsődleges szerves réteg két oldalán épülő) perforált falát, előbbi egyes fajai belső csatornákkal rendelkeznek, és sugarasak, utóbbi falfelszíne finom nyújtott tüskékkel lehet fedett, a Carterina alacsony magnéziumtartalmú kalcitcsíkokból építi szerves bélésű, számos kamrával rendelkező és trochospirálisan tekeredő falát, a Textulariida összetapadt idegen anyagokból alkotja falát, melyek szerves anyaghoz kapcsolódnak, vagy alacsony magnéziumtartalmú kalcit tapasztja össze. Varratai enyhén íveltek lehetnek.

## Életmód
Bár számos faja bentikus, ezek aktívan elszóródhatnak a planktonban. A Globigerinida planktonikus.

## Életciklus
Egyes fajaiban morfológiailag megkülönböztethető a haploid gamonta és a diploid agamonta (dimorf életciklus), de sok faj gamontája és agamontája nem különböztethető meg fénymikroszkóppal. A haploid magok genomtartalma az euploiditásba való visszatérésig és a következő generációba való átmenetig nő. Nem ismert, hogy ez teljes genomreplikációval (poliploiditás) vagy különböző részek eltérő sokszorosításával (aneuploiditás) történik. A Globothalameában heteokariózis is előfordul. Sokáig a dimorfizmus hiánya a tipizálható életciklus léte elleni és a pelágikus kládok ivaros szaporodása kizárólagossága melletti bizonyítéknak bizonyult, azonban a Neogloboquadrina pachyderma és a Globigerinita uvula életciklusai megfigyelésekor kiderült, hogy mindkettő képes ivartalanul szaporodni, vagyis meiózis esetén agamonta, meiózis nélkül szkizogónia van.
A Cibicides lobatulus citofotometriai mérések alapján akár triakontaploid is lehet, ezzel szemben a Rotaliella heterocaryotica esetén nem a DNS, hanem az RNS és a fehérjék mennyisége nagyobb.
„Szétesésszerű” gyors ivarsejttermelést figyelt meg Goldstein 1997-ben az Ammonia tepida fajban, mikroszkópos képek alapján nagy magok jönnek létre, majd azok ivarsejtmag-keletkezéskor bomlanak le.
A Globothalamea és a Tubothalamea egyaránt rendelkeznek szkizogónia révén szaporodó fajokkal, és hozzájárulhat a természetes populációkban lévő haploid megaloszférás példányok nagy arányához, feltehetően csírázás és plazmotómia is lehetséges, és az egykamrás fajoktól abban tér el, hogy kemény, meszes házban van a sejtplazma.
A Nummulites növekedését a holdciklusok és az évszakok irányítják, a N. venosus gamontái és szkizontái átlagosan 18 hónapig élnek.

## Taxonómia
Egyetlen alosztálya a Lituolidát, a Loftusiidát és a Textulariidát tartalmazó Textulariia, 3 alosztályba nem sorolt rendje a Carterinida, a Robertinida és a Rotaliida.
A Globigerinida és a Textulariida parafiletikusak.

## Fosszíliák
A Fusulinida a Globothalameába tartozhatott. A legkorábbi házképző likacsosházúfajok kalcium-karbonáttal hozták létre homokszemekből házukat, a Rotaliida a triászban jelent meg, magas magnéziumtartalmú tengervízben, de alacsony magnéziumtartalmú kalcitot bocsát ki, ez alapján meszesedési mechanizmusa a tengervíz-összetétel jelentős változásai ellenére működik.

## Fordítás
Ez a szócikk részben vagy egészben  a   Globothalamea című angol Wikipédia-szócikk ezen változatának fordításán alapul.  Az eredeti cikk szerkesztőit annak laptörténete sorolja fel. Ez a jelzés csupán a megfogalmazás eredetét és a szerzői jogokat jelzi, nem szolgál a cikkben szereplő információk forrásmegjelöléseként.